# Mickey Thompson
Michael Lee " Mickey " Thompson (7 de dezembro de 1928 – 16 de março de 1988) foi um construtor e promotor de automobilismo americano.
Hot rodder desde a juventude, Thompson buscou cada vez mais recordes de velocidade terrestre entre 20 e 30 anos. Ele alcançou fama internacional em 1960, quando se tornou o primeiro americano a quebrar a barreira dos 400 mph, conduzindo seu Challenger 1 a uma velocidade máxima só de ida de 406,60. mph em Bonneville Salt Flats e superando a marca do recorde mundial de ida de John Cobb de 402 mph.
Thompson então voltou-se para as corridas, vencendo muitos campeonatos de atletismo e dragster. Na década de 1960, ele também inscreveu carros nas 500 milhas de Indianápolis. Mais tarde, ele formou os órgãos sancionadores de corridas off-road SCORE International e Mickey Thompson Entertainment Group (MTEG).
Em 1988, Thompson e sua esposa Trudy foram mortos a tiros em sua casa em Bradbury, Califórnia. O crime permaneceu sem solução até 2007, quando um ex-sócio comercial foi condenado pelos assassinatos.

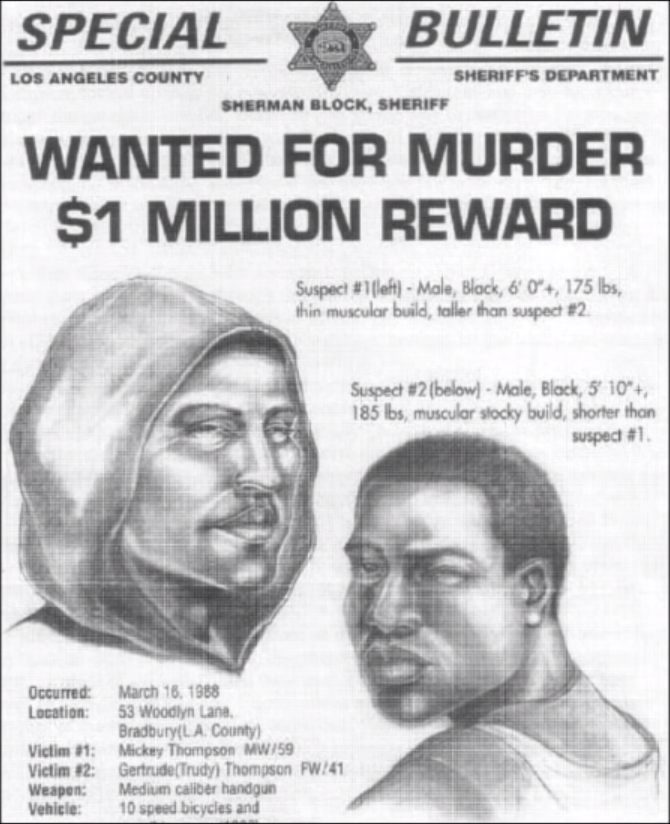
Esboço do Departamento do Xerife do Condado de LA sobre os assassinos de Thompson.

Em 16 de março de 1988, Thompson e sua esposa Trudy foram assassinados por dois homens armados encapuzados do lado de fora de sua casa em Bradbury, Califórnia.